# 6267 Rozhen
6267 Rozhen è un asteroide della fascia principale. Scoperto nel 1987, presenta un'orbita caratterizzata da un semiasse maggiore pari a 2,1622258 UA e da un'eccentricità di 0,0914658, inclinata di 2,10134° rispetto all'eclittica.